# Exorista fugax
Exorista fugax là một loài ruồi trong họ Tachinidae.